# Doritis
Genre
Classification phylogénétique
Le genre Doritis était un genre de plantes de la famille des orchidaceae. Depuis 1998, à la suite des travaux de Christenson basés sur la classification phylogénétique (APG III), ce genre est rattaché aux Phalaenopsis.

## Description et biologie
Les 4 espèces initialement classées dans ce genre sont tellement différentes (certaines sont terrestres, d'autres épiphytes... ) qu'une description type est difficile.

## Espèces botaniques
- Doritis braceana (Hook.f., 1890) = Phalaenopsis braceana (Christenson, 1986).
- Doritis hebe, latifolia, philippinensis, steffensii, wightii = Phalaenopsis deliciosa (Rchb.f., 1854)
- Doritis pulcherrima (Lindl. 1833) = Phalaenopsis pulcherrima (J. J. Sm., 1933)
- Doritis taenialis (Hook.f., 1890) = Phalaenopsis taenialis (Christenson, 1986).

## Hybrides
Les publications officielles de la Royal Horticultural Society utilisent toujours le genre Doritaenopsis (Doritis × Phalaenopsis) pour enregistrer  les hybrides secondaires obtenus à partir des espèces botaniques citées ci-dessus.